# Détroit d'Amukta
 (décembre 2023).
Si vous disposez d'ouvrages ou d'articles de référence ou si vous connaissez des sites web de qualité traitant du thème abordé ici, merci de compléter l'article en donnant les références utiles à sa vérifiabilité et en les liant à la section « Notes et références ».
Le détroit d'Amukta est un grand détroit de la mer de Béring situé dans les îles Aléoutiennes, en Alaska. Il se localisé  entre l'île Amukta à l'est et l'île Seguam à l'ouest et communique avec l'océan Pacifique Nord.

## Tremblement de terre de 2011
Le 23 juin 2011 à 19 h 10, heure locale de l'Alaska, un tremblement de terre a eu lieu 20 miles (32 km) au sud du détroit d'Amukta. Avec une magnitude de 7,4 initialement déclarée et plus tard révisée à 7,2, il y a eu une alerte au tsunami en raison de la puissance du séisme. L'avertissement a été émis dans les 155 miles (250 km) de l'épicentre. Toutefois l'avertissement a été annulé car aucun tsunami n'a été signalé.